# Naoki Eiga
Naoki Eiga (jap. 栄花 直輝, Eiga Naoki; * 1967 in Kimobetsu, Hokkaidō, Japan) ist ein japanischer Kendōka aus Hokkaidō.
Eiga begann 1973 in der Grundschule beeinflusst durch seinen Bruder Hideyuki mit dem Kendōtraining. Seit 1989 arbeitet er für die Polizei auf Hokkaidō. Seine Ehefrau Naomi kennt er aus der Tōkai-Universität und seinem Kendō-Dojō. 
Eiga gewann 2000 die Kendō-Weltmeisterschaft und die 48. Alljapanische Kendōmeisterschaft, die als wichtigste Meisterschaft im Kendō gilt. 2003 gewann er im Team die Kendō-Weltmeisterschaft.
| Personendaten    | Personendaten                                         |
| ---------------- | ----------------------------------------------------- |
| NAME             | Eiga, Naoki                                           |
| ALTERNATIVNAMEN  | 栄花 直輝 (japanisch)                                 |
| KURZBESCHREIBUNG | japanischer Kendoka                                   |
| GEBURTSDATUM     | 1967                                                  |
| GEBURTSORT       | Kimobetsu, Unterpräfektur Shiribeshi, Hokkaidō, Japan |